# Pornpetch Wichitcholchai
Pornpetch Wichitcholchai (tiếng Thái: พรเพชร วิชิตชลชัย, RTGS: Phonphet Wichitchonlachai; sinh ngày 1 tháng 8 năm 1948) là một luật sư người Thái Lan, ông giữ chức Chủ tịch Thượng viện Thái Lan từ ngày 24 tháng 5 năm 2019. Trước đó ông giữ chức Chủ tịch Quốc hội Thái Lan từ tháng 8 năm 2014 đến tháng 5 năm 2019.